# Leopold Devetak
Leopold Devetak, slovenski učitelj in prosvetni ter kulturni delavec, * 17. maj 1943, Vrh sv. Mihaela, Italija.  

## Življenje in delo
Leta 1970 je diplomiral na tržaški pedagoški fakulteti. Že kot študent je poučeval na več italijanskih osnovnih šolah in na slovenski osnovni šoli v Barkovljah. Po diplomi je učil slovenščino, zemljepis in zgodovino na nižji srednji šoli Ivan Trinko v Gorici. Od leta 1958 je v rojstnem kraju aktiven član kulturno prosvetnega društva Danica, kateremu je bil v letih 1968−1977 tudi predsednik. Leta 1974 je bil član pripravljalnega odbora za postavitev spomenika padlim in žrtvam nacifašizma na Vrhu sv. Mihaela. Za to priložnost je sodeloval z dr. Karlom Devetakom pri izdaji brošure Vrh 20.4.1974, Ob odkritju spomenika padlim v NOB in žrtvam nacifašizma (Gorica, 1974). Leta 1977 je bil glavni pobudnik za ustanovitev Gospodarske zadruge Vrh in njen predsednik. Zadruga je omogočila dograditev športnega in kulturnega središča Danica, katerega odprtje je bilo 29. septembra 1987. Leta 1980 je postal član Slovenske kulturno-gospodarska zveze in bil pri zvezi več mandatov predsednik komisije za vzgojo in izobraževanje.